# Screening (Film)
Ein Screening bezeichnet in der Filmbranche die spezielle Vorführung eines Films, in der Regel im Rahmen der Postproduktion und der Distribution. Screenings nennt man auch die Vorführungen an Filmfestivals. Um den Film gut zur Geltung zu bringen, können besondere Venues gewählt werden. Oft wird ein Rahmenprogramm mit Apéro und Ansprachen vom Produzenten, Drehbuchautor und Schauspielern organisiert. Diese speziellen Vorführungen finden normalerweise außerhalb der üblichen Vorführungszeiten statt.
Die verschiedenen Arten von Screenings werden hier in der Reihenfolge der Entstehung und Distribution eines Films beschrieben.

## Test Screenings
Filme werden oft in der letzten Phase der Produktion einmal oder mehrmals in informellen Test-Screenigs kleinen Gruppen des Zielpublikums gezeigt, um zu beurteilen, ob ein Film ankommt oder weitere Bearbeitungen, Aufnahmen oder ein Umschreiben des Drehbuchs erfordert. In diesem Stadium kann der Film noch unvollständig, mit fehlenden oder unfertigen Spezial- oder Sound-Effekten sein, die Dialoge sind evtl. noch nicht neu aufgenommen. Die Reaktionen des Publikums werden in der Regel informell aufgezeichnet. Das Test-Publikum muss sich verpflichten, nicht vor der Lancierung über den Film zu diskutieren.

## Fokusgruppen Screenings
Für große Filmproduktionen, insbesondere aus Hollywood, werden Fokusgruppen-Vorführungen durchgeführt: formelle Test-Screenings eines Films mit einer sehr detaillierten Dokumentation der Publikumsreaktionen. Die Teilnehmenden, ausgewählt aus der Zielgruppe des Films, müssen Fragebögen beantworten und werden interviewt, manchmal mit Videoaufnahme. Oft werden nach einer Vorführung Gruppendiskussionen mit 25 bis 30 Zuschauern durchgeführt. Auch hier muss sich das Publikum verpflichten, nichts über den Film zu verbreiten.
Während des Screenings können die Testpersonen oft für einzelne Szenen ihre Zustimmung oder Ablehnung durch Drücken von Tasten kundtun. Der Gesichtsausdruck der Zuschauer wird teilweise während der Test-Vorführung auf Video aufgezeichnet. Die unwillkürliche Reaktionen der Zuschauer können mittels Hautwiderstand, EKG oder fMRI aufgezeichnet werden. Fokusgruppen-Vorführungen sind wegen der erforderlichen Ausrüstung teuer. Große Datenmengen müssen aufgezeichnet werden. Sie werden deshalb weniger häufig als informelle Test-Screenings durchgeführt. Voll ausgestattete permanente Fokusgruppen Screening Räume vereinfachen den Prozess, aber schränken den Ort der Vorführung ein.

## Pressevorführungen
Pressevorführungen werden für Medienvertreter und Filmkritiker durchgeführt, in der Regel nur auf Einladung. Im nationalen oder internationalen Film-Marketing müssen dabei die Fristen der Print- und TV-Produktions-Zyklen berücksichtigt werden. Dieser Schritt kann entfallen, wenn ein Studio negative kritische Bewertungen erwartet, oder wenn ein Film noch bis unmittelbar vor der Freigabe bearbeitet wird.

## Privat-Vorführungen
Private Vorführungen (Vernissagen) werden im Allgemeinen für Investoren, Marketing- und Vertriebsvertreter und eminente Medienleute durchgeführt. Auch an Filmfestivals, Film-Märkten oder auch sonst können solche Screenings stattfinden, um Verleiher für den Film zu gewinnen.

## Vorpremieren
Öffentliche Vorpremieren finden in Studiokinos oder anderen Kinosälen statt, nicht unbedingt in dem Kino, in dem der Film später gezeigt wird. Diese Screenings sind für das lokale Marketing wichtig. Oft wird eine beschränkte Zahl von Freikarten den lokalen Medien für Wettbewerbe oder Werbegeschenke zur Verfügung gestellt. Manchmal müssen Zuschauer eine Frage zum Film beantworten; damit will man sicherstellen, dass sie zur Zielgruppe des Films passen. Zu diesem Zeitpunkt ist es hocherwünscht, wenn das „Testpublikum“ privat und öffentlich über den Film spricht und so Mundpropaganda macht.

## Sneak Preview
Eine Sneak Preview ist eine unangekündigte Filmvorführung (Vorschau) vor dem offiziellen Release, im Allgemeinen mit dem üblichen Eintrittspreis. Die Besucher wissen beim Kartenkauf nicht, welcher Film gezeigt wird.

## Verleih
Nach einzelnen oder allen der obigen Screenings geht der Film über den Filmverleih in die Kinos.

## Bibliografie
- Jolliffe, Genevieve; Zinnes, Andrew (2006). The Documentary Film Makers Handbook. Continuum. ISBN 0-8264-1665-9.
- Kerrigan, Finola (2009). Film Marketing. Butterworth-Heinemann. ISBN 978-0-7506-8683-9.
- Marich, Robert (2009). Marketing to Moviegoers: A Handbook of Strategies and Tactics. Chapter 2-Research Audiences and Ads. Southern Illinois University Press; 2nd edition. ISBN 978-0-8093-2884-0.